# Jeleniów (województwo świętokrzyskie)
Jeleniów – wieś w Polsce, położona w województwie świętokrzyskim, w powiecie kieleckim, w gminie Nowa Słupia.
W latach 1975–1998 miejscowość administracyjnie należała do województwa kieleckiego. Miejscowość położona jest u podnóża Góry Jeleniowskiej (inaczej Zamkowej) – jednego z najważniejszych wzniesień Gór Świętokrzyskich.
| SIMC    | Nazwa            | Rodzaj                 |
| ------- | ---------------- | ---------------------- |
| 0255421 | Dębniak          | przysiółek, do 2024 r. |
| 0255438 | Jeleniów-Kolonia | kolonia                |
| 0255409 | Majdan           | część wsi              |
| 0255415 | Pniaki           | część wsi              |

## Historia
Pierwsze wzmianki o Jeleniowie pochodzą z 1413 r. Nazwa wsi pochodzi od zwierzyny, która dominowała na tym terenie.
W czasach I Rzeczypospolitej Arianie mieli tu swoją kaplicę.
W późniejszym czasie wybudowano tu zespół parkowo-dworski, z którego do dziś zachowały się ruiny spalonego w czasie II wojny światowej dworu z I połowy XVIII w., ruiny wzniesionej w XIX w. kaplicy parkowej oraz dawne budynki gospodarcze i mieszkalne dla pracowników folwarcznych. Dwór ten upodobał sobie Stefan Żeromski, który często przebywał w Jeleniowie, gdzie spotykał się z Walentym Gibałą.
Według Słownika geograficznego Królestwa Polskiego, Jeleniów był wsią i folwarkiem nad rzeką Pokrzywianką w powiecie opatowskim, gminie Grzegorzewice, parafii Słupia Nowa. Leżał w odległości 23 wiorst od Opatowa. Posiadał przytułek dla biednych i kalek (wraz z kaplicą), szkołę początkową oraz młyn wodny. Pod koniec XIX wieku w Jeleniowie było 58 domów, 433 mieszkańców, 1166 mórg ziemi dworskiej oraz 495 włościańskiej.
Według Towarzystwa Kredytowego Ziemskiego, folwark Jeleniów wraz z realnościami Baranochy, osadą młynarską Dymarka, wsiami Jeleniów i Wojciechowice (dawniej także z przynależnymi im nomenklaturami: Kończany, Podleszany, Nowiny oraz Wystawki) leżał w odległości 7 wiorst od Łagowa. Rozległość folwarku szacowano na 1115 mórg, z czego 476 mórg stanowiły grunty orne i ogrody, 96 mórg – łąki, 5 mórg – pastwiska, 3 morgi – tereny wodne, 503 morgi – lasy, 21 mórg – zarośla, a 11 mórg – nieużytki i place. Folwark liczył 1 budynek murowany i 12 drewnianych; stosowano tam płodozmian 8-polowy. We wsi Jeleniów mieszkało wówczas 38 osadników (posiadających 466 mórg gruntu), a we wsi Wojciechowice – 15 (z 76 morgami gruntu).

## Zabytki
Park dworski z XIX w., wpisany do rejestru zabytków nieruchomych (nr rej.: A.436 z 12.12.1957).